# Biała (dopływ Supraśli)
Rzeka Biała, Białka – lewy dopływ Supraśli. Kierunek biegu rzeki północno-zachodni. Przeciętny spadek koryta rzeki – 2,1‰.

## Przebieg rzeki
Rzeka bierze swój początek pod Protasami na wysokości ok. 168 m n.p.m. (53°03′55″N 23°17′29″E/53,065278 23,291389), uchodzi do Supraśli na wysokości 115 m n.p.m. niedaleko Fast (53°10′42″N 23°01′37″E/53,178333 23,026944). W jej zlewni znajduje się aglomeracja białostocka, a sama rzeka przepływa przez Białystok i jest odbiornikiem większości wód opadowych z terenu miasta oraz oczyszczonych ścieków przemysłowo-bytowych.

## Zanieczyszczenie
Rzeka posiada równomiernie rozwiniętą sieć hydrograficzną. Według badań rzeki Białej przeprowadzonych  przez Wojewódzki Inspektorat Ochrony Środowiska w 2003, na całej długości znajduje się w klasie III pod względem zanieczyszczenia fizykochemicznego i ma pozaklasowe zanieczyszczenie bakteriologiczne.

## Historyczne znaczenie
Od 1528, kiedy doszło do sprzedaży dóbr dojlidzkich, na krótkim odcinku między dzisiejszymi ulicami Białegostoku: Orzeszkowej i Jagiellońską Biała stanowiła granicę między dobrami białostockimi i zabłudowskimi, tym samym rozdzielając województwo podlaskie i trockie. Od 1569 była to granica Wielkiego Księstwa Litewskiego i Korony. 